# Mestno obzidje Visbyja
Mestno obzidje Visbyja (švedsko Visby ringmur, »Visbyjski obroč«, včasih Visby stadsmur, »Visbyjski mestni zid«) je srednjeveško obrambno obzidje, ki obdaja švedsko mesto Visby na otoku Gotland. Kot najmočnejše, najobsežnejše in najbolje ohranjeno srednjeveško mestno obzidje v Skandinaviji je obzidje pomemben in sestavni del Visbyja, ki je na seznamu svetovne dediščine.
Zgrajeno v dveh fazah v 13. in 14. stoletju, približno 3,44 km od prvotnih 3,6 km še vedno stoji. Od 29 velikih in 22 manjših stolpov jih je ohranjenih 27 velikih in 9 majhnih. V eni od dveh faz gradnje je bilo vanj vključenih več hiš, ki so starejše od obzidja. V 18. stoletju so obzidju na več mestih dodali utrdbe, nekateri stolpi pa so bili obnovljeni za namestitev topov.

## Zgodovina
Najstarejši del mestnega obzidja je obrambni stolp, danes imenovan Kruttornet (Smodniški stolp), ki je bil postavljen ob vhodu v pristanišče v 12. stoletju, zaradi česar je najstarejša ohranjena posvetna stavba v nordijskih državah. Šele v 1270-ih in 1280-ih se je začela gradnja ustrezne obrambe mesta Visby z gradnjo obzidja, obrnjenega proti kopnemu. To prvo obzidje je bilo visoko približno 5 do 6 metrov. Na mestni strani je imelo obzidje dvignjeno ploščad za lokostrelce z enakomerno razporejenimi odprtinami za streljanje puščic, med ozkimi odprtinami pa so bile strelnice. Glede na dendrokronološke preiskave so bila Österport (Vzhodna vrata) zgrajena najkasneje leta 1286, sledile pa so še dve, okoli leta 1289: Norderport (Severna vrata) in leta 1294 Snäckgärdsporten (Vrata Snäckgärd). Okoli 1290-ih in zgodnjih 1300-ih let je bilo med vrata dodanih približno 20 velikih stolpov.
Gradnja obzidja je bila verjetno povezana s konflikti, ki so nastali med mestom Visby in gotlandsko skupščino, kar je leta 1288 privedlo do državljanske vojne na otoku. Del obzidja vzhodno od Kvarntorneta (Mlinskega stolpa), ki je bil porušen, verjetno izvira iz začetka te vojne, ko je bil Visby zavzet in oropan.
Gradnja mestnega obzidja je bila v nordijskih državah v srednjem veku nenavadna, zato gradnja mestnega obzidja priča o komercialnem pomenu Visbyja v tem času. V srednjeveški Švedski so imeli mestno obzidje le Stockholm, Kalmar in Visby.
Zadnja večja obnova mestnega obzidja se je zgodila v 1350-ih, ko je bilo obzidje okrepljeno, njegova višina pa se je povečala za dodatne 3 do 4 metre. Njegova obramba je bila okrepljena tudi s približno dvajsetimi novimi stolpi, pritrjenimi na vzhodni del obzidja. Ko je danski kralj Valdemar IV. leta 1361 zavzel mesto, je ukazal, naj se del obzidja poruši kot simbolično dejanje. To je bilo storjeno, da bi simbolizirali podrejenost mesta, praksa, ki sega v klasično antiko. Porušeni del obzidja je bil obnovljen leta 1363. Vogalni stolp, znan kot Silverhättan (Srebrna kapa), verjetno izvira iz obdobja, ko je Visby pripadal tevtonskim vitezom (1398–1408). Možno je, da iz tega časa izvirata tudi dva manjša stolpa, obrnjena proti morju. Zadnji veliki napad na Visby se je zgodil leta 1525, ko so mesto napadle čete iz Lübecka. Lübeckerbräschen (Lübeckški preboj) tradicionalno velja za vidne ostanke preboja vojakov v mesto, vendar je bolj verjetno posledica kasnejšega porušitve tega dela obzidja. Vendar pa je prav na delu obzidja, kjer so vojaki iz Lübecka najverjetneje poškodovali mestno obrambo.
V 17. in začetku 18. stoletja sta bila vzhodnemu delu obzidja dodana dva kaponirja. Obrambni namen obzidja je takrat sicer popolnoma prenehal in obzidje je preživelo predvsem kot cestna ovira. Ko so bile leta 1810 na Švedskem ukinjene domače cestnine, je bilo mestno obzidje že znana znamenitost, kar je zagotavljalo njegov obstoj.
Mestno obzidje je med letoma 1884 in 1886 obnovil arhitekt Emil Victor Langlet.
Leta 2012 se je zrušil 10 metrov dolg del zunanje obloge obzidja. Obnova zrušenega dela se je začela leta 2013.
Obzidje je najmočnejše in najobsežnejše srednjeveško mestno obzidje v Skandinaviji ter najbolje ohranjeno. Veliki deli prvotnega obzidja so ostali nedotaknjeni in vključuje večino srednjeveških velikih stolpov v polni dolžini, tako imenovanih sedlastih stolpov (majhnih stolpov, ki se dvigajo na obzidju) in vrat. Poleg tega so se zunaj obzidja ohranili veliki deli prvotnega sistema jarkov. Mestno obzidje je večinoma neobremenjeno s prisotnostjo sodobnih stavb, od zunaj obzidja pa je vidnih zelo malo. Gledano kot celota to ponuja edinstveno pristno sliko o tem, kakšno je bilo srednjeveško mestno obzidje v svojem prvotnem stanju.

## Gradnja
Obzidje je bilo zgrajeno v dveh obdobjih, v 13. in 14. stoletju. Zgrajeno je iz lokalno pridobljenega apnenca, polnila iz ruševin, mastne apnene malte in glinene malte. Prvo obzidje je bilo nižje kot danes in je bilo zgrajeno kot dva tanka zidova iz trdnega apnenca, med katerima je bilo uporabljeno nasutje. Ko so v drugi gradbeni fazi povečali višino obzidja, so na vrh prvega obzidja dodali trden apnenec, stabiliziran z apneno malto. Zaradi tega večino teže obzidja nosita dve tanjši zunanji kamniti plasti prvega obzidja. Spoji apnene malte v teh plasteh so bili med obnovo v 20. stoletju ojačani z močnejšim cementom.
Prvotno je imelo obzidje 29 velikih navadnih stolpov in 22 majhnih stolpov, ki so se dvigali na vrhu obzidja, od katerih je 27 velikih in 9 majhnih stolpov ohranjenih. Dolgo je bilo približno 3,6 km, od tega jih je 3,44 km še vedno ohranjenih.
Obzidje obdaja staro mestno jedro Visbyja, ki je zgrajeno na strmem pobočju ob Baltskem morju. Zahodni del obzidja, ki je najbližje morju, je zgrajen na kopnem približno 2 metra nad morsko gladino. Na severu in jugu se obzidje vzpenja po pobočju, znanem kot Klinten, proti vzhodu pa najvišja višina doseže približno 40 metrov.

## Galerija
- Obnova porušenega dela obzidja leta 2013
- V notranjosti stolpa Visoke Lize
- V notranjosti obzidja
- Vrtna streha v obzidju
- Majhen stolp, ki se dviga na obzidju zahodno od Južnih vrat
- Obzidje iz parka Almedalen
- Severni jarek
- Puščične reže v stolpu severno od Vodnjačnih vrat
- Ribnik zunaj obzidja med Velikimi in Malimi plažnimi vrati
- Mestno obzidje, kot ga vidimo z ulice od znotraj
- Pogled od blizu na ena od vrat (Snäckgärdsporten)